# Limésy
Limésy – miejscowość i gmina we Francji, w regionie Normandia, w departamencie Sekwana Nadmorska.
Według danych na rok 1990 gminę zamieszkiwało 1199 osób, a gęstość zaludnienia wynosiła 80 osób/km² (wśród 1421 gmin Górnej Normandii Limésy plasuje się na 179. miejscu pod względem liczby ludności, natomiast pod względem powierzchni na miejscu 138.).